# Dialog mit Bibliotheken
Dialog mit Bibliotheken war eine bibliothekarische Fachzeitschrift, die von 1989 bis 2022 von der Deutschen Nationalbibliothek (DNB, anfangs noch von der Deutschen Bibliothek) herausgegeben und selbst verlegt wurde. Sie erschien zunächst dreimal jährlich; seit 2006 gab es zwei Ausgaben im Jahr, die jeweils zu den Buchmessen in Leipzig und in Frankfurt am Main veröffentlicht wurden. Im Oktober 2022 wurde mit Ausgabe 2022/2 das Erscheinen der gedruckten Zeitschrift eingestellt. Nun erscheinen die Berichte und Artikel der DNB als Blog.
Entsprechend ihrem Titel richtete sich die Zeitschrift an die bibliothekarische Fachöffentlichkeit. Mitarbeiter der DNB und Gastautoren berichteten über die Entwicklungen im Hause, über ihre laufenden und abgeschlossenen Projekte und die Gremienarbeit.
Einen weiteren Schwerpunkt bildeten die kulturellen Veranstaltungen an den Standorten der DNB in Leipzig und in Frankfurt am Main einschließlich der Zusammenarbeit mit kulturellen Partnern.
Weiterhin gab es Anzeigen zu personellen und organisatorischen Veränderungen.
Seit der zweiten Ausgabe im Jahrgang 18 aus dem Jahre 2006 erschien Dialog mit Bibliotheken im Open Access. Daneben konnte die Zeitschrift im Abonnement sowie als Einzelheft bezogen werden. Texte und Abbildungen stehen seit dem Jahrgang 2013 meist unter der Creative-Commons-Lizenz CC-BY-SA 3.0. Angaben zur gedruckten oder zur verbreiteten Auflage sind nicht bekannt.